# Fontenailles (Yonne)
Fontenailles – miejscowość i dawna gmina we Francji, w regionie Burgundia-Franche-Comté, w departamencie Yonne. W 2013 roku populacja gminy wynosiła 68 mieszkańców. 
W dniu 1 stycznia 2017 roku z połączenia trzech ówczesnych gmin – Fontenailles, Molesmes oraz Taingy – utworzono nową gminę Les Hauts-de-Forterre. Siedzibą gminy została miejscowość Taingy. 